# Mircești
Mircești est une commune roumaine située dans le județ de Iași.